# История Средиземья
«Исто́рия Средизе́мья» (англ. The History of Middle-earth) — серия из двенадцати книг, составленная Кристофером Толкином и обобщающая ранние неизданные черновики его отца, Дж. Р. Р. Толкина. Книги в серии издавались с 1983 по 1996 год.
Издания «Истории Средиземья» не являются романами и не имеют цельного сюжета. В ней представлены черновики Дж. Р. Р. Толкина разных лет с комментариями его сына, в которых излагаются разные версии событий и явлений в Арде и биографии некоторых героев. Наряду с «Сильмариллионом», «Неоконченными преданиями» и некоторыми другими произведениями являются частью легендариума Толкина.

## Книги серии
1. Книга утраченных сказаний, том 1 (англ. The Book of Lost Tales. Part I; 1983)
2. Книга утраченных сказаний, том 2 (англ. The Book of Lost Tales. Part II; 1984)
3. Песни Белерианда (англ. The Lays of Beleriand), 1985)
4. Устроение Средиземья (англ. The Shaping of Middle-earth; 1986)
5. Утраченный путь и другие произведения (англ. The Lost Road and Other Writings; 1987)
6. Возвращение Тени (англ. The Return of the Shadow; «История Властелина колец», том 1; 1988)
7. Измена Изенгарда (англ. The Treason of Isengard; «История Властелина колец», том 2; 1989)
8. Война Кольца (англ. The War of the Ring; «История Властелина колец», том 3; 1990)
9. Саурон Побеждённый (англ. Sauron Defeated; «История Властелина колец», том 4; 1992)
10. Кольцо Моргота (англ. Morgoth's Ring; 1993)
11. Война Самоцветов (англ. The War of the Jewels; 1994)
12. Народы Средиземья (англ. The Peoples of Middle-earth; 1996)

Через шесть лет после окончания публикаций из печати вышел составной указатель цикла: «История Средиземья: Указатель» (англ. The History of Middle-earth: Index).

## Перевод на русский язык
На сегодняшний день не существует полного перевода серии на русский язык. Тем не менее, первые две книги переведены сообществом «ТТТ» (2000, 2002) и официально изданы издательством АСТ, четвёртая — «Elsewhere» (2006), завершается работа над третьим и пятым томами. Также разными людьми в разное время переводились отрывки из всех томов, многое, особенно из завершающих томов (X—XII), выложено во всемирной сети.
- Толкин Дж.Р. Р. История Средиземья. — М.: TTT, 2016. — Т. V. Утраченный путь и другие произведения. — 536 с. — (История Средиземья).

В 2018 году издательство АСТ объявило о планах полного издания «Истории Средиземья» на русском языке. В 2018 году были переизданы два тома «Книги утраченных сказаний» в переводе ТТТ (Светланы Таскаевой, Светланы Лихачевой, Владимира Свиридова, Бориса Гаршина, Анастасии Куклей, Анастасии Дубининой, Олега Мартынова и Дмитрия Виноходова), в сентябре 2020 года вышел третий том «Песни Белерианда» в переводе Светланы Лихачевой.